# Meinardus Siderius Pols
Meinardus Siderius Pols (Den Haag, 28 oktober 1831 - Utrecht, 28 december 1897) was een Nederlands rechtsgeleerde. Hij was als hoogleraar verbonden aan de Universiteit Utrecht.

## Biografie
Meinardus Siderius Pols werd geboren op 28 oktober 1831 in Den Haag als zoon van Jacques Pols en Jeannette Hermine Deketh. Hij volgde voortgezet onderwijs aan het gymnasium in Den Haag. In 1849 begon hij aan een studie rechten aan de Universiteit Leiden. Hij promoveerde in 1854 in het Romeins en hedendaags recht op stellingen. Ter gelegenheid hiervan gaf hij het werk De openbaarheid des eigendoms en der zakelijke rechten uit. Promoveren op een Nederlandstalig proefschrift was toentertijd niet mogelijk. Vervolgens werd hij advocaat in Den Haag waar hij zich bezig hield met strafzaken. In 1866 werd hij in dezelfde stad benoemd tot auditeur-militair bij de militaire rechtbank.
In 1867 werd hij samen met twee andere door het Ministerie van Oorlog gevraagd om het militair strafrecht te herzien. Daarnaast maakte hij onderdeel uit van een staatscommissie die belast was het het schrijven van een nieuw wetboek van strafrecht. Dit wetboek werd in gewijzigde vorm in 1886 ingevoerd. In 1874 werd hij benoemd tot advocaat-fiscaal voor zee- en landmacht in Utrecht. Er werd hem in 1877 een benoeming als minister van justitie aangeboden maar hij weigerde dit ambt. Het jaar ervoor werd hem de functie van secretaris-generaal op het Ministerie van Oorlog aangeboden maar ook hiervoor had hij bedankt.
In 1879 werd hij benoemd tot hoogleraar strafrecht en strafvordering aan de Universiteit Utrecht waarmee hij George Willem Vreede opvolgde. Hij aanvaardde dit ambt met de rede Het bestaan, de ontwikkeling en de tegenwoordige toestand van het Nederlandsche strafrecht. Van 1885 tot en met 1887 behoorde ook het het oudvaderlands recht en zijn geschiedenis tot zijn leeropdracht. In 1882 werd hij lid van de Koninklijke Nederlandse Akademie van Wetenschappen. Gedurende het collegejaar 1893-1894 vervulde hij de functie van rector magnificus.
In 1897 werd hij op eigen verzoek eervol ontslagen. Later dat jaar overleed hij in zijn woonplaats Utrecht.

## Publicaties (selectie)
- De openbaarheid des eigendoins en der zakelijke rechten. Academische proeve. Leiden, 1854
- Het Crimineel Wetboek voor het Krijgsvolk te Lande met eene toelichting. Den Haag, 1867, 1876
- Het Oordeel van Mr. M. H. Godefroi over de herziening der militaire strafwetgeving nader getoetst. Den Haag, 1870
- Het bestaan, de ontwikkeling en de tegenwoordige toestand van liet Nederlandsche Strafrecht. Redevoering ter aanvaarding van het hoogleeraarsamht aan de rijks-universiteij te Utrecht (26 September 1879). Utrecht, 1879
- De Wetboeken van Strafvordering en Strafrecht met de daarbij behoorende wetten en besluiten, voorafgegaan door de Wet op de Regterlijke Organisatie met verwijzing naar de tot elk artikel betrekkelijke bepalingen. Utrecht und Den Haag, 1886
- De Grondwet met verwijzing naar de tot elk artikel betrekkelijke wetsbepalingen en met andere toelichtende aanteekeningen. Utrecht & Den Haag, 1888
- Leiddraad bij .de voorlezingen over Strafrecjit en Strafvordering. Den Haag, 1890